# Marc Amsler
Marc Amsler (5. února 1891 Vevey – 3. května 1968) byl profesorem oftalmologie na oční klinice na univerzitě v Curychu.
V roce 1944 přijal místo profesora oftalmologie v Curychu. Jeho předchůdcem byl prof. Alfred Vogt. Před nástupem do funkce v Curychu byl Marc Amsler od roku 1935 hlavním oftalmologem v Lausanne. Jeho předchůdcem v této funkci byl Jules Gonin. Během svého působení v Lausanne se Amsler zasloužil o založení tradice udělování medaile Julese Gonina; tato medaile se uděluje každé čtyři roky a je považována za nejvyšší ocenění v oftalmologii. Amsler byl profesorem a přednostou curyšské oční kliniky do roku 1961. Jeho nástupcem se stal Rudolf Witmer.
Marc Amsler je známý především jako tvůrce Amslerovy mřížky, která umožňuje pacientům se samotestovat a sledovat příznak časných stadií makulární degenerace.Přispěl také k pokroku v chápání uveitidy. Dále publikoval práce o keratokonu. V roce 1951 Marc Amsler provedl první transplantaci rohovky na oční klinice v Curychu.

## Dílo (výběr)
- Le keratocone fruste au Javal. Ophthalmologica, Basel, 1938, 96: 77–83.
- Heterochromie de Fuchs et fragilite vasculaire (with Florian Verrey). Ophthalmologica, Basel, 1946, 111: 177.
- Lehrbuch der Augenheilkunde. Basel, Karger, 1948. 858 stran. M. Amsler, A. Bruckner, Adolphe Franceschetti, Hans Goldmann u. Enrico Bernardo Streiff, editors: New edition 1954, 927 stran. Third edition, Basel, Freiburg im Breisgau, New York : Karger, 1961. 1011 stran.
- Quantitative and qualitative vision. Transactions of the Ophthalmological Society of the United Kingdom, London, 1949, 69: 397–410.
- Mydriase et myose directes et instantanées par les médiateurs chimiques. Spoluautor: Florian Verrey. Annales d'oculistique, Paris, December 1949, 182 (12): 936.
- Earliest symptoms of diseases of the macula. The British Journal of Ophthalmology, London, 1953, 37: 521–537.
- L'Humeur Aqueuse et ses Fonctions (spoluautoři: Florian Verrey a Alfred Huber). Paris, Masson, 1955.